# رابطة بلازمية

مكان بلازمودسماتا في الممر الخلوي الغشائي أو غيرها

رابطة بلازمية أو رابطة هيولية (بالإنجليزية: plasmodesma)‏ بلازمودسما، وجمعها رابطات هيولية (بالإنجليزية: Plasmodesmata)‏ هي قنوات مجهرية تجتاز جدران الخلايا في الخلايا النباتية وبعض خلايا الطحالب لتعمل على تمكين النقل والاتصالات فيما بينها.